# Qipao
Qipao (chiń. 旗袍; pinyin qípáo) – najpopularniejszy tradycyjny chiński ubiór kobiecy. Najczęściej jest szyty z jedwabiu, dość ciasno opina ciało nie podkreślając krągłości figury. Pod szyją jest charakterystyczna stójka. Suknia qipao sięga do kostek, aczkolwiek współcześnie popularna jest również wersja mini.
Qipao wywodzi się z Mandżurii i pierwotnie była rodzajem chałatu noszonym przez Mandżurów (zarówno mężczyzn i kobiety). Kształt stroju pochodzi z jego pierwotnego przystosowania do jazdy konnej; niesymetryczne zapięcie zabezpieczało przed wiatrem podczas galopu i ułatwiało strzelanie z łuku, stójka osłaniała szyję, zaś rozcięcia u dołu ułatwiały wsiadanie na konia. Nazwa stroju pochodzi od słowa qírén (ludzie chorągwi), którym Chińczycy pierwotnie określali Mandżurów. Po podboju Chin przez Mandżurów w 1644 qipao stało się damskim strojem dworskim, ulegając przeobrażeniom – pojawiły się zdobienia w postaci haftów, ozdobnych guzików i jedwabnych sznurków z pętelkami. Pojawiły się letnie formy stroju, wykonane z jedwabiu i zimowe z futrzanymi podpinkami. Na qipao nakładano kamizelkę zwaną majia.
Wśród kobiet chińskich qipao upowszechniły się dopiero na początku XX wieku, po upadku monarchii i zniesieniu ograniczeń dotyczących ubioru z czasów cesarstwa. Pod wpływem zachodniej mody kobiety zaczęły skracać qipao, zrezygnowały także z noszenia kamizelek. Nowa forma qipao upowszechniła się na świecie, znana pod kantońską nazwą cheongsam.
Popularność qipao spadła po 1949, zwłaszcza gdy w okresie rewolucji kulturalnej uznawano je za ubiór burżuazyjny. Po 1979 qipao ponownie stały się popularne wśród Chinek, obecnie są przyjętym strojem dla damskiej obsługi luksusowych hoteli i restauracji.

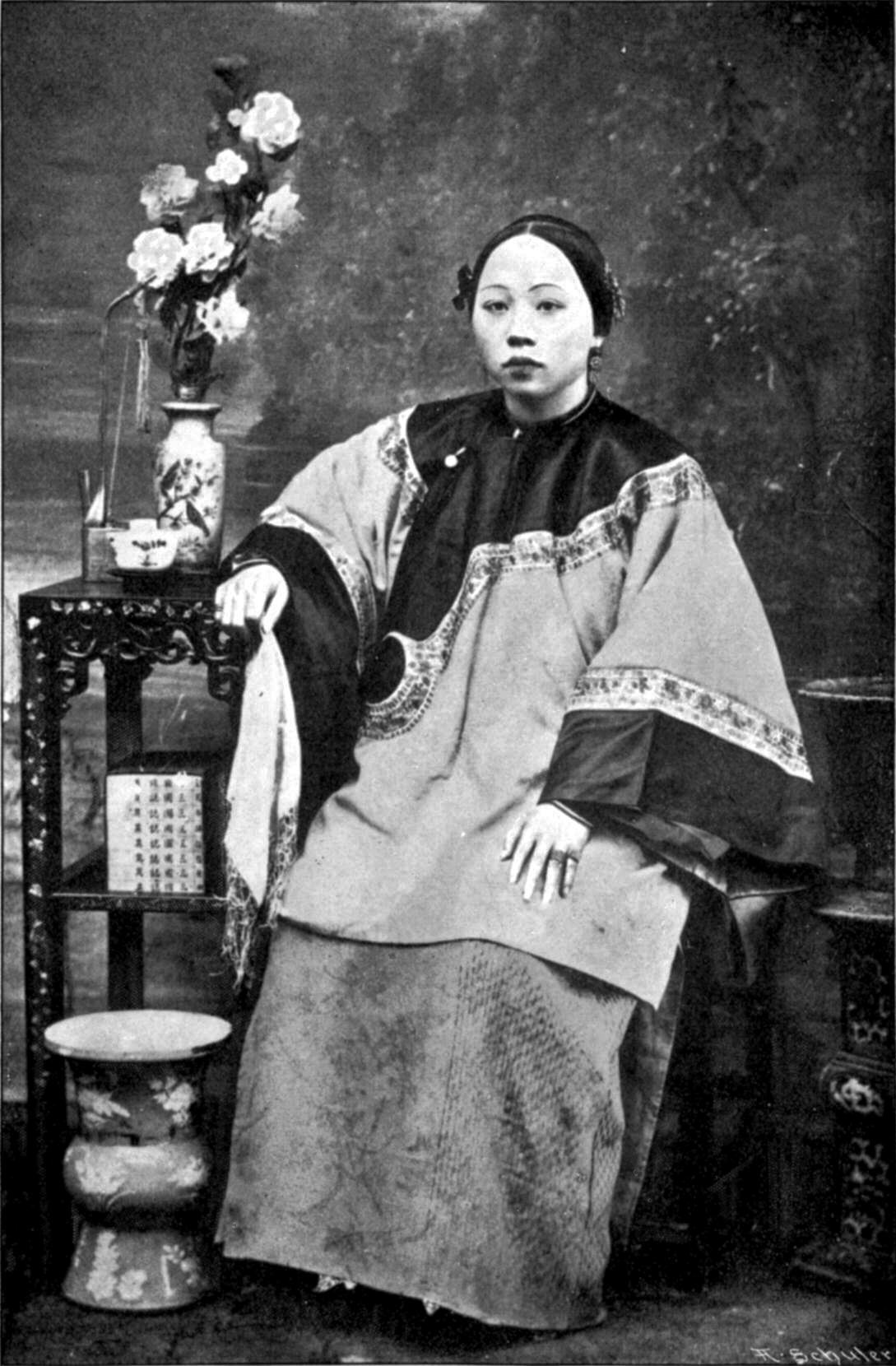
XIX-wieczna wersja qipao
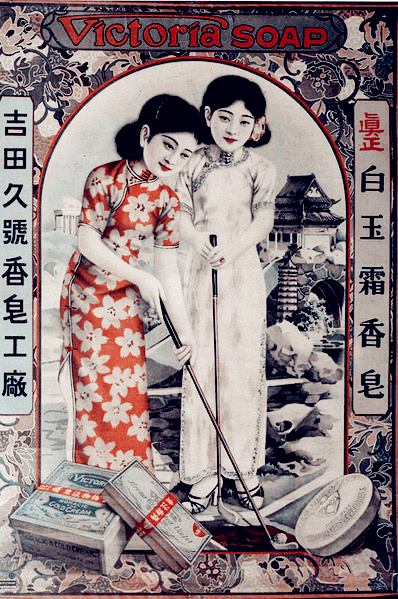
Kobiety w qipao na ilustracji z lat 30. XX wieku
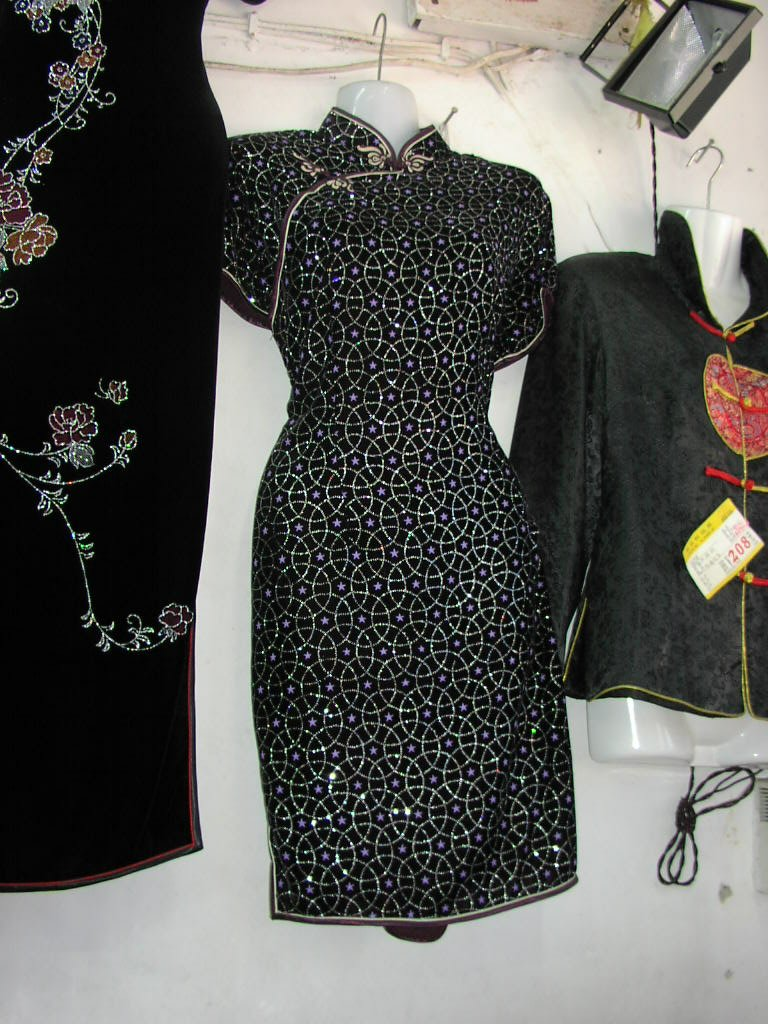
Współczesne qipao